# Yes (2004)
Yes ist ein britisch-amerikanisches Filmdrama von Sally Potter aus dem Jahr 2004. Eine Besonderheit des Filmes ist sein fast ausschließlich in jambischen Versen verfasster Dialog.

## Handlung
Die irisch-amerikanische Mikrobiologin She (Sie) ist mit dem englischen Geschäftsmann Anthony verheiratet, der eine Affäre mit der Mutter ihres Patenkindes hat. He (Er) ist ein aus dem Libanon geflohener muslimischer Arzt, den sie auf einer Party kennen gelernt hat. He erzählt, wie er einem Mann das Leben rettete, der kurze Zeit später erschossen wurde.
She besucht in Belfast ihre kranke Tante, die später stirbt. She fährt danach nach Kuba, weil die verstorbene Tante davon träumte, das Land zu besuchen. She betet um ein Zeichen, dass das Leben einen Sinn hat. Daraufhin erfährt sie, dass He ihr nach Kuba gefolgt ist.

## Kritiken
Roger Ebert schrieb in der Chicago Sun-Times vom 8. Juli 2005, der Film sei keinem anderen Film ähnlich, den er bisher gesehen habe. Er sei „lebendig“ und „wagemutig“. Die im Pentameter verfassten Dialoge würden nicht wie „bemühte“, von den Charakteren „rezitierte“ Poesie wirken.
Das Lexikon des internationalen Films schrieb, der Film sei eine „kunstvolle Liebesgeschichte, die den Stereotypen romantischer US-Komödie völlig entsagt“ wie auch ein „liebevoll gezeichnetes Beziehungs- und Identitätsdrama vor dem Hintergrund sozialer und politischer Krisen“. Gelobt wurden das „atemberaubende Sounddesign“, die „im Versmaß verfassten Dialoge“ sowie die „faszinierend agierenden Darstellerinnen“.
Kerstin Decker schrieb in der Zeitung Der Tagesspiegel vom 14. Februar 2005, der Film sei „kein Film über die Begegnung der Kulturen“, sondern ein Film über die Liebe und die „Verfallenheit der Kulturen aneinander“. Die Darstellungen seien „wunderbar“.

## Auszeichnungen
Joan Allen gewann im Jahr 2005 den Golden Space Needle Award des Seattle International Film Festivals und wurde für den British Independent Film Award nominiert. Sally Potter gewann 2005 den Interfaith Award des Brisbane International Film Festivals und wurde für einen Preis des Internationalen Filmfestes Emden nominiert.

## Hintergrund
Die Produktionskosten betrugen schätzungsweise eine Million Pfund Sterling. Der Film hatte seine Weltpremiere am 4. September 2004 auf dem Telluride Film Festival. Er wurde am 12. September 2004 auf dem Toronto International Film Festival gezeigt, danach folgten Vorführungen auf zahlreichen weiteren Filmfestivals. Der Film wurde in den USA in nicht mehr als 26 Kinos gezeigt, in denen er ca. 396 Tsd. US-Dollar einspielte.